# 여진 (2002년)
여진(본명: 임여진, 林汝眞, 2002년 11월 11일~)은 대한민국의 가수로, 걸 그룹 이달의 소녀, Loossemble의 멤버이다.

## 경력
대구광역시 수성구 파동에서 태어났으며, 용계초등학교를 졸업하고 덕화중학교에 진학했다. 덕화중 재학 도중에 서울로 상경하여 한성여자중학교로 진학하여 그 학교를 졸업했다. 증학교 졸업 후 정화여자상업고등학교 사회복지사무관리과에 진학했으나 서울공연예술고등학교 실용무용학과를 졸업하며 학업을 마쳤다. 2017년 1월 4일 이달의 소녀 4번째 멤버로 공개되었으며, 1월 16일 이달의 소녀의 이름으로 솔로 음반 《Yeojin》(여진)이 발매되었다.
2018년 8월 20일 미니 1집 《[+ +]》(플러스 플러스)를 발매하며 이달의 소녀 완전체로 공식적으로 활동을 시작했다.